# كيفن غالاكر
كيفن غالاكر (بالإنجليزية: Kevin Gallacher)‏ مواليد 23 نوفمبر 1966 في اسكتلندا، هو لاعب كرة قدم إسكتلندي دولي سابق كان يلعب كمهاجم. سبق له أن لعب في كأس العالم لكرة القدم 1998 مع منتخب بلاده.

## المسيرة الاحترافية

### أندية لعب لها
- دندي يونايتد
- كوفنتري سيتي
- بلاكبيرن روفرز
- نيوكاسل يونايتد
- بريستون نورث ايند
- شيفيلد وينزداي
- هدرسفيلد تاون

## روابط خارجية
- كيفن غالاكر على موقع الاتحاد الدولي (مؤرشف)  (الإنجليزية)
- كيفن غالاكر على موقع الاتحاد الإسكتلندي (الإنجليزية)
- كيفن غالاكر على موقع قاعدة بيانات كرة القدم.إي يو (الإنجليزية)
- كيفن غالاكر على موقع ناشيونال فوتبول تيمز (الإنجليزية)
- كيفن غالاكر على موقع Soccerbase.com (لاعب) (الإنجليزية)
- كيفن غالاكر على موقع عالم كرة القدم.نت (الإنجليزية)